# Kržava (Serbia)
Kržava (cyr. Кржава) – wieś w Serbii, w okręgu maczwańskim, w gminie Krupanj. W 2011 roku liczyła 686 mieszkańców.